# Seu Jorge
Jorge Mário da Silva, noto come Seu Jorge (Belford Roxo, 8 giugno 1970), è un cantautore e attore brasiliano.

## Carriera
Attivo come membro del gruppo Farofa Carioca, ha debuttato da solista sul mercato internazionale nel 2001 con l'album Carolina. Nel 2002 ha esordito nel mondo del cinema recitando nel film City of God. Nel 2004 ha pubblicato l'album Cru, mentre l'anno seguente è uscito un album dal vivo registrato con Ana Carolina.
Nel novembre 2005 è uscito The Life Aquatic Studio Sessions, un disco di canzoni di David Bowie registrate in lingua portoghese per la colonna sonora del film Le avventure acquatiche di Steve Zissou. Nel 2011 ha collaborato con Beck e Mario Caldato Jr. per un remix nell'album benefico Red Hot + Rio 2. Nell'agosto 2012 ha partecipato alla cerimonia di chiusura dei Giochi della XXX Olimpiade a Londra.

## Discografia parziale
- 2001 - Samba esporte fino
- 2005 - Cru
- 2005 - The Life Aquatic Studio Sessions
- 2005 - Ana & Jorge: Ao vivo
- 2007 - América Brasil o Disco
- 2010 - Seu Jorge & Almaz
- 2011 - Músicas para Churrasco, Vol. 1
- 2015 - Músicas para Churrasco, Vol. 2

## Filmografia
- City of God (Cidade de Deus), regia di Fernando Meirelles e Katia Lund (2002)
- Le avventure acquatiche di Steve Zissou (The Life Aquatic with Steve Zissou), regia di Wes Anderson (2004)
- Casa de Areia, regia di Andrucha Waddington (2005)
- Elipsis, regia di Eduardo Arias-Nath (2007)
- Prison Escape (The Escapist), regia di Rupert Wyatt (2008)
- Carmo, regia Murilo Pasta (2008)
- Tropa de Elite 2 - Il nemico è un altro (Tropa de Elite 2 - O Inimigo Agora É Outro), regia di José Padilha (2010)
- Reis e Ratos, regia di Mauro Lima (2012)
- E aí... comeu?, regia di Felipe Joffily (2012)
- Pelé, regia di Jeff Zimbalist e Michael Zimbalist (2016)
- Abe (film), regia di Fernando Grostein Andrade (2019)
- Asteroid City, regia di Wes Anderson (2023)

## Doppiatori italiani
- Christian Iansante in City of God
- Massimiliano Plinio in Prison Escape
- Stefano Mondini in Tropa de Elite 2 - Il nemico è un altro
- Andrea Lavagnino in Pelé
- Giuliano Bonetto in Abe